# 카르노타우루스
카르노타우루스(Carnotaurus, 라틴어 carne = 육식 + 그리스어 tauros = 황소)는 "고기를 먹는 황소"라는 뜻을 가진 공룡으로 황소와 같은 독특한 뿔이 나 있는 것이 큰 특징이며, 대형 육식 공룡으로 이 공룡의 뿔은 황소의 뿔과 애매하게 닮았다.
카르노타우루스는 지금의 아르헨티나, 파타고니아에서 서식했으며, 백악기 중기 또는 후기(1억 1300만 년 전~9100만 년 전)에 번성한 공룡이다. 그리고 이 공룡의 화석을 발견한 보나파르트(José F. Bonaparte)는 이 밖에도 남아메리카의 기묘하고, 다양한 종류의 공룡을 발견한 사람이다.

## 기술

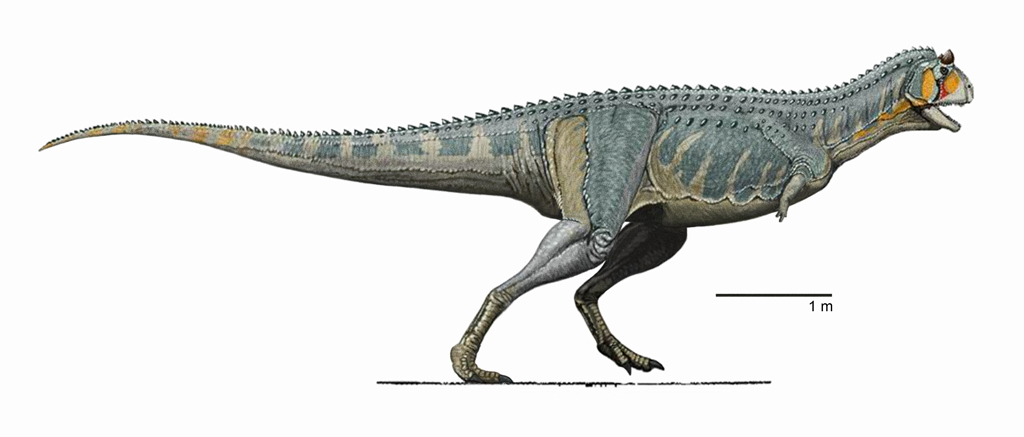
현재 카르노타우루스의 모습

카르노타우루스는 약 9.0m(30ft)의 수각아목 공룡이고, 둔부는 3m가 넘으며 몸무게는 1.6~3t이다. 카르노타우루스의 가장 큰 특징은 눈 위에 있는 2개의 굵은 뿔과 매우 작은 앞다리, 그리고 4개의 손가락이 있다.또 그것은 긴목, 작은 머리, 박스 모양처럼 생긴 턱에 의해 특징이 묘사되었다.그것은 작은 두개골, 두꺼운 늑골 그리고 얇은 꼬리를 가지고 있었다. 카르노타우르스의 눈은 앞으로 직면해 있고, 쌍안시, 깊이 감각은 공룡에는 드문 것일지도 모른다. 여기에는 오히려 영문모를 카르노사우루스의 튼튼한 모양의 두개골과 갸날픈 하부의 턱사이에 지나친 대조일 것이다. 그래서 먹이를 주는 방법에 대해 아무도 암시하지 않을 수도 있다. 거의 완전한 뼈대는 거의 오른쪽의 옆면 전체로 가죽의 느낌을 포함하여 묘사되었다. 카르노타우루스는 깃털이 없었고 코일루로사우리안 수각아목 공룡을 더욱 앞선 것 같지 않았다. 피부 화석을 바탕으로 이 공룡의 피부에는 많은 골편이 있었음이 확인되었다.

## 대중 문화
- 디즈니의 애니메이션 '다이너소어(Dinosaur)'에 진 최종보스로 나온 바 있다.
- 세가에서 영화 쥬라기 공원 2: 잃어버린 세계를 바탕으로 한 동명의 건 슈팅 게임에서 보스로 등장하는데, 카멜레온처럼 위장술을 사용하는 공룡으로 나온다. 물론 실제로 위장술을 사용하는 공룡은 아니었으나 원작소설에서 파괴된 유전자 대신 카멜레온의 것으로 대체하여 그러한 능력을 가지고 태어난다.
- 고대왕자 공룡킹에서 바람 속성 공룡으로 등장하는데 이후 애니메이션에서 에이스라는 개체가 출연한다.

## 같이 보기
- 공룡